# ثيودور هولمز بولوك
ثيودور هولمز بولوك (بالإنجليزية: Theodore Holmes Bullock)‏ هو عالم أعصاب أمريكي، ولد في 16 مايو 1915، وتوفي في 20 ديسمبر 2005.